# Transzilvanizmus
A transzilvanizmus politológiai megközelítésben: az erdélyi régió érdekeinek érvényesítését céljául kitűző, „a magyar nemzeti és regionális öntudat feszültségteljes viszonyát hordozó” politikai ideológia, 1918 előtt a magyar államkereteken belül, illetve 1918 után Romániában; az irodalom síkján pedig az az irányzat, illetve kultúrpolitikai és cselekvésprogram, amely a trianoni békeszerződés utáni Erdélyben a kényszerűen önállósult magyar szellemi élet megteremtését és intézményeinek kifejlesztését tűzte ki céljául, és a programja nyomán született művekben is „Erdély lelkét” kívánta a szépirodalom eszközeivel kifejezésre juttatni. „…a transzilvanista ideológiának – állapította meg Pomogáts Béla – a legtöbb tétele szervesen beépült az erdélyi magyarság közösségi tudatába. Az erdélyi gondolat, a nemzetiségi önismeret a történelmi és kulturális hagyomány szerves része lett, egyszersmind a közös cselekvés: a politikai akarat érvényesítését, a kulturális szervezőmunka megalapozását szolgálta. Mint ilyen, a 20. századi magyar eszmetörténetnek igen fontos fejezetét képezi”.

## Története

### A politikában
A transzilvanizmus kezdetei mindkét vonatkozásban a 19. század utolsó harmadára nyúlnak vissza, amikor az 1867-es osztrák–magyar kiegyezést követően Magyarország erőteljes polgári fejlődésnek indult, ami a vidék fokozatos gazdasági és szellemi lemaradásával, alkotóerőinek a központ felé irányulásával járt együtt. Az irodalomban viszont már az 1870-es évek közepétől jelentkeztek olyan törekvések, amelyeknek célja Budapest elszívó hatásával szemben egy-egy vidék szellemi erőinek tömörítése volt. Ez a törekvés hozta létre 1876-ban a marosvásárhelyi Kemény Zsigmond Társaságot, 1881-ben az aradi Kölcsey Egyesületet, 1888-ban a Kolozsváron alapított Erdélyi Irodalmi Társaságot, majd a millennium küszöbén a nagyváradi Szigligeti Társaságot, 1906-ban a temesvári Arany János Társaságot, amelyek köré a vidéken alkotó, az erdélyi mindennapok, a táj és múlt témáiból ihletődött írók, költők tömörültek.
Az irodalomban csak időlegesen (s többnyire egy-egy jelentősebb helyi személyiséghez – Marosvásárhelyen Tolnai Lajoshoz, ugyanott, majd Kolozsváron Petelei Istvánhoz, Aradon Márki Sándorhoz, Nagyváradon Iványi Ödönhöz, majd Juhász Gyulához – kötötten) sikerül a vidékiségből kiemelni egy-egy erdélyi szellemi központot.
A politikai életben ebben az időben, főképp a századfordulótól kezdve egyre inkább szóhoz jutottak azok a törekvések, amelyek a központosítás ellenében a vidék gazdasági fejlesztését tűzték ki célul: erőteljes mozgalom indult a gazdaságilag és politikailag egyaránt háttérbe szorított Székelyföld fejlesztéséért, és ennek összefüggésében megfogalmazódott egyfajta politikai regionalizmus, amely ideológiájában a polgári radikalizmussal tartott rokonságot (erőteljesen kötődve Adyhoz), és részben az 1848-as hagyományokat elevenítette fel. Az erdélyi régió vagy annak kisebb egységei (pl. Kalotaszeg) sajátos érdekeinek érvényesítésére, de az egyre nyilvánvalóbb román nemzeti (elszakadási) törekvésekre is reagálva, ekkor születtek meg a regionális érdekeket határozottabban kifejező elképzelések (pl. Jászi Oszkár „keleti Svájc” elgondolása), ekkor próbálkozott valamiféle gazdasági önszerveződés programjával a Székely Kongresszus, és ekkor indította meg a maga korai transzilvanista mozgalmát a Kalotaszegen Kós Károly.
A politikai transzilvanizmus céljai és elképzelései döntő módon változtak meg az első világháború végén, amikor felvetődött – a háborúvégi rendezések hivatkozási alapjául szolgáló wilsoni elvekre építve – egy, a magyar, román és szász elem egységét tételező autonóm Erdély elgondolása, amely előbb a magyar államon, majd Trianon után Románián belül kívánta a régió (általuk feltételezetten közös: magyar, román és szász) érdekeinek föderalisztikus elvekre épülő érvényesítését. Később az effajta törekvések és elgondolások mozgástere teljesen beszűkült (Kós Károly, Paál Árpád, Gyárfás Elemér), és az 1920-as években már csak a kisebbségi érdekvédelmi harc rész-célkitűzései maradtak meg, amelyeket egy, a román állam decentralizációjáért küzdő politikai összefüggésrendszerben reméltek megvalósíthatónak. Végül a második világháborúhoz közeledve az „erdélyi kérdés” megoldására irányuló elképzelésekbe egyre nagyobb súllyal szóltak bele a területi revíziós törekvések.
Az 1940-es bécsi döntés és Erdély északi részének a magyar államkeretbe való visszatérése után ismét hangot kaptak a régió külön érdekeinek érvényesítését elváró megnyilatkozások, míg végül a háború végső kimenetelével és Erdély teljes területének Romániához való visszacsatolásával a politika színterein lezárult az „erdélyi kérdés”, és már csak a békeszerződések küszöbén született néhány elképzelésben (pl. Makkai Sándor) vagy az 1956-os magyar forradalom küszöbén formálódott magán-tervezetekben (Szoboszlay Aladár, Dobai István, Fodor Pál) fogalmazódott meg egy autonóm Erdély vagy a területviszály végérvényes lezárására hivatott lakosságcsere „megoldása”. Ezeknek az elképzeléseknek a szerzőit a kommunista rendszer „hazaárulás” vádjával ítélte el (egy részüket halálra), ugyanakkor a szocializmus „teljes egyenjogúságot” programjába foglaló ígéretével szemben a totalitárius rendszer minden eszközével Románia „homogenizálását”, a kisebbségek beolvasztását vagy elüldözését próbálta megvalósítani.

### Az irodalomban
Az irodalmi transzilvanizmus – az előbbiek összefüggésében – sokkal hatékonyabban és tartósabban hagyta rajta lenyomatát a 20. század magyar irodalmi életén.
Az első világháborút megelőzően tehát már megfogalmazódtak azok az alaptételek, amelyekre a két világháború közötti erdélyi irodalomnak ez a meghatározó ideológiája épült: az erdélyi múlt, az erdélyi táj-ihletés és az erdélyi mindennapok írói ábrázolásának-kifejezésének elvárása. Kós Károly már 1912-ben kijelentette: „…bizonyítani fogjuk azt is, hogy Erdély csak politikailag nincsen. De földrajzilag, históriailag, sőt jogilag, és ami a legfontosabb, a köztudatban igenis van és lesz is, amíg csak meg nem változik a magyarországi és különösen a pesti közvélemény rólunk. Ha pedig ez a közvélemény ilyen marad, akkor időtlen időkig élni fog bennünk a külön erdélyiség tudata” (Erdély és a pesti közvélemény. Kalotaszeg, 1912/2). Bárd Oszkár 1914-ben kiadott Erdélyi Figyelője programszerűen vállalkozott a vidéken jelentkező irodalmi tehetségek felkarolására (itt közölte Immortelláit a költőként akkor még ismeretlen Reményik Sándor); erre utalt az S. Nagy László által 1915-ben indított Erdélyi Szemle, amely programjává tette a jelszót: „Erdélyért harcolunk, Erdély kultúrájáért, ipari és gazdasági fejlődéséért”, Szentimrei Jenő pedig azzal tett mellette hitet, hogy 1918-ban indított Erdély/Új Erdély című lapjának vezető cikke gyanánt Ady Endre Ismeretlen Korvin-kódex margójára című cikkét közölte.
Már ekkor megszületik a terminus is: Dózsa Endre, az Erdélyi Irodalmi Társaság elnöke a Társaság közgyűlésén, 1910-ben elsőnek használja, sőt megnyitóbeszédének címéül választja a „transzilvanizmus” szót (Erdélyi Lapok 1910/32).
Tulajdonképpeni „cselekvésmodellé” és „vállalás-etikává” (Nagy György) a transzilvanizmus az első világháborút lezáró összeomlást követően és az erdélyi magyarok kisebbségivé válásának helyzetében vált, amikor a történelmi kényszerűségből „önállóvá” lett erdélyi magyar irodalmi erőknek létre kellett hozniuk az erdélyi magyar irodalmat: fórumaival, intézményeivel és közönségével együtt, és amikor az itt kényszerű elszigeteltségben született irodalom mint külön egység kezdett formát ölteni. Ez az irodalom ideológiájában a háborút megelőző évtizedek erdélyi regionális törekvéseihez és a polgári radikalizmushoz kötődött, míg irodalom- és művészetszemléletében, valamint gyakorlatában az epigon-realizmussal és a szimbolizmussal szembefordulva egy, a Nyugathoz kapcsolódó kiegyenlített modernséget és a népi kultúra nyelvrendszerét a nemzeti kultúrába beépítő szecessziós szellemiséget jelentett (Nagy György).
A Tavaszy Sándor filozófiáját elemző Veres Ildikó pedig ezt írja: „A Tavaszy-írásokban is a nép és a népi kultúra lesz alapja bármiféle kultúrának, bár ennek az ideológiának társadalmi bázisát elsősorban a városlakó középrétegek, értelmiségiek és a falusi lakosság olvasottabb rétegei jelentették. A cél az együttműködés mellett olyan közösség kialakítása, amelyben mindkét réteg jelen van. A közösség erősítéséhez tartozott a három erdélyi nép – szász, román, magyar – együttélésének történelmi és pszichikai érvekkel való igazolása is… [ezen] túl jelen volt az utópia is: Erdély autonómiája. Ehhez kapcsolódott az eszményítés, a mítosz, egy olyan erdélyi lélek-mítosz kialakítása, amely nem csak az illúziók világából, hanem a korban oly népszerű nemzetkarakterológiából táplálkozott” (Veres Ildikó: i. m. 30).
A későbbi értékelések-értelmezések nem hagyják említés nélkül a különböző meghatározások bizonytalanságát, és ennek magyarázatai között kétségtelenül fontos elem az, hogy a transzilvanizmus meghatározására törekvők legnagyobbrészt nem fogalmi úton, hanem írói-publicisztikus eszközökkel próbálták megragadni egy (vagy több) összetevőjét. (Jellemző ebből a szempontból Kós Károlynak egy öregkori nyilatkozata: „A történelmet nagyon szerettem kollégista koromtól kezdve. Voltak idők, amikor a történeti regényben sokkal jobban meg lehetett írni, amit az ember gondolt. Amit másképp nem írhatott meg.” Huszár Sándor: Az író asztalánál. 226.) Fontos az is, hogy időben a fogalom tartalma is fokozatosan bővült-változott, ahogyan az erdélyi magyar irodalom alakulásának egymást követő szakaszaiban más és más kihívásokra kellett a megfelelő választ megadni. „Parttalansága” azzal is magyarázható, hogy a helikoni irodalom esztétikájában (bár bizonyos politikai vagy radikálisabb társadalmi tartalmakat elhárított) meglehetősen nyitott volt: a 19. század végi epigon-népiességtől (Gyallay Pap Domokos) egy nyugatos modernségen át (Áprily Lajos) az avantgárdig (Nagy Dániel, Szántó György), majd a Nyugat második nemzedékének inspirációjától (Szemlér Ferenc, Kiss Jenő) az új népiekig (Asztalos István, Horváth István) igen sokféle irányzatot fogadott magába. És számításba kell venni azt is, hogy az írói alkotásokban (versekben, novellákban, regényekben) az egyes írók egyéni alkatának és szemléletének megfelelően egymástól is eltérő elemek kerültek előtérbe vagy váltak egy-egy mű meghatározójává.
Az „erdélyi irodalom” mibenlétének meghatározási kísérletei emellett azért sem vezethettek egységes eredményre, mert ezekkel párhuzamosak voltak magának az „erdélyiségnek”, az „erdélyi léleknek” a körülírására irányuló törekvések, aminek következtében a szempontkeveredés zavaró befolyásával is számolnunk kell.
Mindezekből következik, hogy a meghatározására kísérletet tevő esszé- vagy publicisztikaszerű írások, valamint az irodalmi alkotások sokaságából – más-más műfajokban vagy tematikák mentén – kirajzolható transzilvanizmus-kép esetenként csak megszorításokkal található meg a művekben (vagy írói életművekben), amelyeket szokványosan a transzilvanizmus jelenségkörébe sorol az irodalom.
Egy külön „erdélyi jelleg” körülírásában Kós Károly, aki erre legelsőnek tett kísérletet, a bizonyító érveket Erdély történelmi múltjából és népművészetéből vette. 1920-ban, a Kiáltó szóban fogalmazta meg: „Erdély, Ardeal, Siebenbürgen, Transilvania vagy bármi nyelven nevezte és nevezi is a világ, feltámadt és van, aminthogy volt akkor is, amikor azt hittük…, mert akartuk hinni, hogy nincs és csak Magyarország van.” Majd hozzátette: ez az országrész „…külön históriai egység ezer esztendő óta, saját külön erdélyi öntudattal, önálló kultúrával, önérzettel.” Később pedig, az 1928-as „schisma-pör” idején ezt írta: „Az erdélyi embert minden vonatkozásban determinálja ez a föld… Van erdélyi psziché, amely nem az erdélyi magyarság privilégiuma, de predesztinációja az erdélyi németségnek és románságnak is” (Erdélyi Helikon 1928/1. 57).
Kós Károly a három erdélyi nép különállásában is meghatározó egységét is kiemeli: „Ezer esztendő alatt Erdély földjén megtörténik az a gyönyörű csuda, hogy három nép és három kultúra éli életét úgy egymás mellett, hogy mindhárom megőrzi – mert megőrizheti – a maga külön való egyéniségét, de amellett közös és minden környező néptől idegen és rokon néptől és kultúrától elütő karaktert is veszen fel” (Erdély. Kolozsvár, 1929. 87–88). Ugyanezt még az 1920-as évek derekán Tavaszy Sándor így fogalmazta meg: „Mint fogalom, annyira mysteriosus az erdélyi szellem, Erdély lelke, hogy alig-alig tudjuk racionálisan megragadni, de éppen az mutatja hatalmas realitását, hogy inkább éljük és érezzük, mintsem tudjuk és ismerjük. Ott van ez a sajátos erdélyi lélek tekintetünkben, mosolyunkban, szavunkban, szívünk tiszta nemességében, ott van járásunkban, ott van minden idegszálunkban, mert itt, ezen a földön, ennek a históriájában, genius locijában lettünk azokká, amik vagyunk. S ha ilyen sajátos erdélyi szellem vagyunk, akkor nekünk magunknak kell kultúránkat is formálnunk, mert a mi számunkra kultúrát senki, még magyarországi testvéreink sem tudnak alkotni és adni” (Világnézeti kérdések. Torda, 1925. 140). És ehhez Kuncz Aladár hozzáteszi: „Nemzetek, vallások, világszemléletek, népi szokások, társadalmi osztályok és külső hatalmi érdekek bölcs és eszes kiegyensúlyozása” – ez az, amit a történelemben erdélyiségnek mondunk (Az erdélyi gondolat Erdély magyar irodalmában. Nyugat, 1928/11. 503). Szentimrei Jenő a táj meghatározó szerepét emeli ki: „Ha van egy jellegzetes nápolyi ég, van egy jellegzetes erdélyi ég is. Svájcnak Föhnje van, az Adriának Siroccója, Háromszék a Nemerétől szenved. A nagy magyar Alföld futóhomokja fölött délibábot lenget a levegőkulissza, Erdélyben barlangokban, váromladékokban, irdatlan rengetegekben bujkál a Mese. A Dunántúl szelíd dombjain más a színösszetétele a hervadásnak, mint a Maros menti lankákon… Túl a Dunán Himfy zokog kesergő szerelmében a badacsonyi sziklafok körül, Erdélyben Jósika és Kemény nehézkes képzelete borong a váromladékok között” (Transzilvanizmus az irodalomban. Napkelet, 1921/9. 551).
Mindezek alapján Pomogáts Béla „irodalompolitikai koalíció”-nak nevezte a transzilvanizmust, a marosvécsi Helikont pedig „irányzatok, esztétikák és ideológiák gyűjtőmedencéjé”-nek (Jelszó és mítosz. 46–47), míg Nagy György a transzilvanizmus ideológiájában öt alapkövetkeztetést határozott meg, amelyek azonban – állapította meg – „nemcsak a világos, áttekinthető szillogisztikus rendet és a tudományos bizonyítások szigorú logikáját nélkülözték, hanem a köréjük tábort szervezők felfogásbeli egyöntetűségét is”. (A kisebbségi helytállástól a közösségi desirabilitásig és vissza. A transzilvanista ideológiáról. In: Eszmék, intézmények, ideológiák Erdélyben. Kolozsvár, 1999. 21.)
Mindezekhez még egy – korábban már említett – vonást kell ideiktatnunk, amely azonban nem csak a „kifejezésformát” érinti, hanem a transzilvanizmus egész elméletének fikciós, utópisztikus jellegét is. Ebben a vonatkozásban Makkai Sándort idézhetjük, aki Kós Károly 50. születésnapjának alkalmából az őt méltató Erdélyi Helikon-számban ezt írta: „Az erdélyiség tulajdonképpen egy hit. Az Írás szavaival: »reménylett dolgoknak valósága és nem látott dolgokról való meggyőződés« … A hit természete az, hogy ha a valóság ellene mond, akkor fölfokozódik és izzani kezd. Szenvedéllyé válik. Ha valaki hisz abban, hogy Erdélyben sajátos múlt, sajátos kultúrák folytán a humánumnak egy különleges valósága rejtőzik, s ennélfogva ebben az országrészben különböző fajú és nyelvű népek a nekik megadott keretek között szükségképpen létre fogják hozni az életközösségnek egy új és viruló formáját, harmóniában és szeretetben, az még csak erősebb és szenvedélyesebb izzással fog ebben hinni, ha időleg ez a hite önámításnak látszik” (Kós Károly. I. h. 1933/10. 675).
Pomogáts Béla a transzilvanizmust „az Erdélyi Helikon ideológiája”-ként határozza meg (i. m. Budapest, 1983), és valóban, a Helikon íróközösség körében kristályosodik ki jelentése, az 1920-as és az 1930-as évek fordulóján, amikor az irodalmi intézményépítés és maga az irodalmi termés újra meg újra széles körű viták tárgyává válik. Előbb, 1928-ban az erdélyi és az anyaországi irodalom viszonyát, modernség és hagyomány szerepét kell az erdélyi íróknak tisztázniuk (egy Ravasz László-cikk nyomán elindult schisma-pörben), majd még ugyanabban az évben a történelmi tematika túlburjánzásával szemben a jelen erdélyi valóságához való viszonyulás kérdése körül bontakozik ki vita (a vallani és vállalni, amelynek kezdeményezője maga Kuncz Aladár).
Kuncz az Erdélyi Helikonnak már a beköszöntő cikkében meghatározza az erdélyi irodalom egy másik dimenzióját is: kijelenti, hogy irodalmunk „erdélyisége világ-figyelő tető, nem szemhatár-szűkítő provincializmus” (Erdélyi Helikon, 1928/1), majd közli Babits Mihály Európaiság és regionalizmus című esszéjét (1930/1), aki szerint: „Európa a termékeny, haladó szellemű nagy műveltségi és politikai együttműködéshez csupán a magukat szabadon kifejező regionalizmusok útján juthat el. Előbb össze kell törniük a műegységeknek a lehető legkisebb darabokra, hogy egy új és összegező szellemi áramlat megcsinálja belőlük a valódi egységet.” A világpolitikai perspektíva mellett azonban a művek felől nézve is kiemeli a regionalizmus szerepét: „…a kis irodalmak reménye – írja –, hogy fontosat és izgatót mondhassanak ma, amikor a nagyok is alig tudnak ilyet mondani” (uo.). Emellett ugyancsak az erdélyi magyar irodalmat a regionalizmusba süllyedés vádjától és veszélyétől megvédendő indítja el Kuncz a folyóiratban a Kisebbségi irodalom – világirodalom rovatot, kitekintésül az akkori Európa más kisebbségeinek (provanszál, ír, katalán, szudétanémet, zsidó) szellemi életére.
Az indulás éveiben a Helikon nem csak tételezte az erdélyi népek irodalmainak kölcsönösségét, hanem kereste is a kapcsolatteremtés lehetőségét. Eredményesebben ebben az időszakban a szász–magyar irodalmi kapcsolatok alakultak, egészen addig, amíg a németországi fasizmus uralomra jutásával a „nagynémet” ideológia Erdélybe is be nem hatolt; ugyanakkor az 1920-as években a román–magyar irodalmi kapcsolatok is ígéretesen bővültek. A modern román irodalom fősodrából azonban kimaradtak azok az erdélyi román regionális kezdeményezések, amelyekkel pedig Kuncz Aladár törekvéseinek vonalán természetes és termékeny kapcsolatok alakulhattak volna ki, hivatalos román részről pedig inkább protokoll-gesztusokra került sor, amit alkalomszerű taktikai meggondolások, nagyobb távlatban pedig a saját kisebbségi harcaik tapasztalataiból táplálkozó, meg nem szűnő politikai gyanakvás határozott meg.
A transzilvanizmus körüli viták sorába tartozik az, amely az „erdélyi gondolat” (és ezen túlmenően immár az egész helikoni ideológia és irodalmi gyakorlat) körül a Korunk viszonylatában bontakozott ki. Gaál Gábor már 1926-ban bírálta e fogalom meghatározatlanságát. „Az kétségtelen – írta –, hogy az erdélyi embereknek – legyenek azok románok, magyarok vagy szászok – vannak jellegzetes sajátosságaik, amelyek mindegyik fajban felfedezhetők… Ezenkívül van egy közös múlt is. S ez az, ami egy külön erdélyi lelki beállítottságot hozhat létre az itt élő emberekben… Hogy azonban ez pontosan "miben áll, annak kifejezésére mélyebben járó analízisre volna szükség, mint a szokványos eszmefuttatások az erdélyi lélekről” (Erdély egyénisége. Korunk, 1926. 476–477).
Amint azonban a helikoni táborban felmerülnek az első konfliktusok (Kacsó Sándor Vakvágányon, Tamási Áron Czímeresek, Berde Mária Szentségvivők c., visszautasított vagy fel nem vállalt kéziratai miatt az ESZC lektorátusa részéről), egyre hangosabbá válik a bírálat. Gaál Gábor ugyanis a maga „valóságirodalom”-koncepcióját a Helikonon is számon kéri. Ez történt már az „írói gyávaság”-ról Kacsó Sándor által 1929-ben kirobbantott vita kapcsán, amikor ezt írta: „Az erdélyi írók zöme eladta függetlenségét. Nem árért, de egy képtelen, az írói érzületre gátlásokat vető elvért. Eladta azért a fából-vaskarika meggyőződésért, hogy a generációk és osztályok, a stílusok és ideológiák kiegyenlíthetők… Ez a suttyom-akadémia azt találta ki, hogy a feudalizmussal kibékíthető a székely paraszt, ezzel pedig a városi polgár, s hogy e kiegyenlítő kibékülést az egykor erdélyi hivatalnok-dzsentri mára korszerűtlenedett tudata elvégezheti… A valóság felé vivő híd tehát itt, már az első lépéssel leszakadt, s ezért az erdélyi író valami ködös és érthetetlen parton bolyong, rossz és avult irodalmi emlékeit újjáképzelegve… Egy részben avult, részben pedig vértelenített irodalmi eszményért elhallgatja a megírnivalót és letagadja a kikövetelnivalót” (Gyávák-e az erdélyi írók? Korunk, 1929/11. 831–832).
Kuncz Aladár halálával (1931) a helikoni transzilvanizmus nem csak az Erdélyi Helikon kiváló szerkesztőjét, de az „erdélyi gondolat” és irodalom folyamatos megújulásra, önkorrekcióra képes vezéregyéniségét is elveszítette. Ugyanakkor viszont ekkorra értek be az erdélyi magyar irodalom kiemelkedő művei: Dsida Jenő költészete, a prózában az Ábel és a Jégtörő Mátyás (Tamási Áron), az Erdélyi történet nagyszabású trilógiája (Bánffy Miklós), Az országépítő (Kós Károly), a Tibold Márton (Molter Károly), a Fekete éveim (Szántó György), a Farkasverem (Wass Albert), a drámában az Énekes madár (Tamási Áron), a Martinovics (Bánffy Miklós) a Korunk táborában, a „tiszta osztályvonal irodalma” terén pedig az Új pásztor (Szilágyi András), Nagy István novellái és Özönvíz előtt c. drámája; másfelől az 1930-as évek első felében megjelenik az új erdélyi írónemzedék, amely határozott szociográfiai érdeklődéssel fordul az erdélyi társadalom hétköznapjai és problémái felé, ugyanakkor kritikusan néz szembe az „erdélyiség” programjával, annak illúziós elemeivel és addigi írói gyakorlatával.
Ez jutott kifejezésre már Jancsó Elemérnek az Új arcvonal című antológiában megjelent tanulmányában (Az erdélyi irodalom útjai : 1918–1931), majd Szemlér Ferenc Jelszó és mítosz című cikkében (Erdélyi Helikon, 1937. 592–604), valamint az annak nyomán kibontakozott vitában. Szemlér szerint „A transzilvanisták módszere durva dedukció volt, ahol az elmélet született meg először, és az empíria meglehetősen háttérbe szorult” (i. h.). A román–magyar kapcsolatokat illetően – folytatta Szemlér – „…olyan politikai felfogást tartalmazott, ami nem számolt a kézzelfogható valósággal. Nem látta meg például azt, hogy az erdélyi magyarság nem az erdélyi társadalmat alkotó népek teljes jogú tagja, hanem Románia egyik kisebbsége” (uo.). A „jelszó és mítosz-vita”, az anyaga legjavát kötetben kiadó Pomogáts Béla szerint „…leszámolt a transzilvanizmus hagyományos értelmezésével, fenntartotta azonban legfontosabb eszményeit: a kisebbségi magyarság szellemi önvédelmének morálját, az erdélyi magyar patriotizmust, az európai igényességet, a kisebbségi humánumot, valamint az erdélyi népek egymásra utaltságának tudatát” (Jelszó és mítosz. 74).
Ezekkel a vitákkal párhuzamosan, de már előzőleg is bekövetkezik a törés is a helikoni táborban: az ESZC üzleties szempontú vezetésével elégedetlenekből 1933-ban megalakul az Erdélyi Magyar Írói Rend, a fiatalok pedig az 1930-ban indult Erdélyi Fiatalok és az 1935-től megjelenő Hitel folyóiratok, az Új arcvonal (1931) és az Erdélyi Enciklopédia, illetve az Új erdélyi antológia (1937) körül tömörülnek.
A bécsi döntést követő években rövid időre az erdélyi magyar irodalom is betagolódott az összmagyar irodalom táborai és intézményrendszere körébe, noha nem maradtak el olyan hangok és szerveződések (pl. a Kolozsváron 1942-ben indított Termés), amelyek továbbvitték a két háború közötti erdélyi magyar irodalom szellemiségét, és a helikoni írócsoportnak a bécsi döntést követő években született három nyilatkozata (A Helikon és az Erdélyi Szépmíves Céh levelesládja. Bukarest, 1979. II. 252–253, 283–285) is azt jelezte, hogy megkísérelték viszonylagos önállóságának fenntartását is. Ugyanakkor az 1930-as évek végén jelentkezett fiatalok az 1942-ben útjára indított Termés egy ankétjának keretében, de a szerkesztés gyakorlatában is, megpróbálkoztak megújításával is. A második világháború végével aztán a transzilvanizmus jó időre kiiktatódott nem csak az irodalmi életből, de a köztudatból is.
A második világháború után a transzilvanizmus az irodalom élő-ható tényezőjéből az irodalomtörténet-írás témájává vált – jó ideig a dogmatikus marxista kritika céltáblájává. Tárgyszerűbb értékelése csak az 1960-as évek második felében kezdődött meg: irodalomtörténeti munkákban az első időkben még mindig „osztályharcos szellemben” torzítottan (A magyar irodalom története 6. kötetében, Budapest, 1966) vagy a transzilvanizmust romániaisággá „tágító” koncepció (Balogh Edgár), a Kós-örökségnek az osztályharcos hagyományok sorába állítása formájában (Czine Mihály és Varró János). Egy hitelesebb értelmezésnek volt előjátéka a Kritikában Pomogáts Béla, E. Fehér Pál és Tordai Zádor részvételével lezajlott vita (1973/8, 1973/11), majd kiteljesítője a helikoni vonulatba sorolható írók műveinek és a korszakra vonatkozó irodalomtörténeti dokumentumoknak az (újra)kiadása a Romániai magyar írók sorozatban: Az Erdélyi Helikon költői (Szemlér Ferenc válogatásában és bevezető tanulmányával, Bukarest, 1973); A Helikon és az Erdélyi Szépmíves Céh levelesládája (Marosi Ildikó gondozásában, uo. 1979); Kuncz Aladár levelezéskötete (Juhász András és Jancsóné Máthé-Szabó Magda gondozásában, uo. 1982); Benedek Elek irodalmi levelezése (I–IV. Szabó Zsolt gondozásában, 1979–2002) és mindezekkel párhuzamosan a teljes életműveket számba vevő írói monográfiák: Izsák József: Tamási Áron (1969), Vita Zsigmond: Áprily Lajos (1972), Kicsi Antal: Tompa László (1978); Mikó Imre, Kicsi Antal és Horváth Sz. István: Balázs Ferenc (1983), Molnár Szabolcs: Berde Mária (1986).
Tovább árnyalódott az értékelés az olyan tanulmányokban, mint a Gáll Ernőé, aki átfogó nemzetkarakterológiai kontextusban vizsgálódott (Az „erdélyi lélek”: mítosz és valóság. Utunk, 1972/30, 31); Kántor Lajos és Láng Gusztáv: Romániai magyar irodalom. 1945–1970 című könyve (Bukarest, 1972) bevezető fejezetében, illetve az addigi eredményeket „középiskolás fokon” összegező XII-es Romániai magyar irodalom tankönyvben (szerzői Dávid Gyula, Marosi Péter és Szász János, 1977). Az 1970-es évek eredménye, hogy fokozatosan egy tényeiben hiteles, szemléletében tárgyszerű, értékelésében irodalomközpontú kép formálódott ki az irányzatról és a hozzá sorolható művekről.
Ebbe a sorba illeszkedik Pomogáts Béla könyve (A transzilvanizmus. Az Erdélyi Helikon ideológiája. Budapest, 1983), amelyben a szerző az erdélyi magyar irodalom előzményei, kiformálódása és kiteljesedése teljes folyamatába ágyazva követi végig a transzilvanizmus történetét és elemi összetevőit. Közben már olyan résztanulmányokra is lehetett építeni, mint Nagy György eszmetörténeti megközelítései (A kezdeti transzilvanizmusról. Korunk, 1973. 1652–1658; Gondolat és funkció. Uo. 1977. 250–254. és Szimbolikus illusztráció és történelmi tartalom. Uo. 1981. 739–744), Láng Gusztáv Jegyzetek a transzilvanizmusról című tanulmánya (Utunk, 1973/50) és a vele polemizáló Tóth Sándor cikke (A transzilvanizmus fogalmáról. Tiszatáj, 1974/8. 54–57).
Megfogalmazást nyert a transzilvanizmusnak az irodalom dimenzióin túli és a megváltozott körülmények ellenére is érvényes aktualitása: „A transzilvanizmus – írta Fábián Ernő – csak egy demokratikus politikai konszenzus keretében válhatott volna hatékonnyá. Amiből következik, hogy amennyiben egy ilyen konszenzus és annak alapfeltételeként egy új, korszerű azonosságideológia megteremtése napirendre kerül, a kiindulópontul szolgáló ideológiai minták sorából a transzilvanizmust semmilyen körülmények között nem szabad kifelejtenünk” (A tudatosság fokozatai. Bukarest, 1982. 7).
A kommunista rendszer romániai összeomlása küszöbén, már az 1980-as évek közepétől (a Limes-kör 1986-os vitájában) megindult ugyanakkor egy „neotranszilvanista eszmecsere”, amely az évtizedforduló helyzeteiben már nem annyira magának a transzilvanizmusnak (mint „erkölcs-központú ideológiai képződménynek”, Cs. Gyimesi Éva: Gyöngy és homok. 1986/1992) a vizsgálatára koncentrált, hanem inkább a „saját kisebbségi lét értelmezésére”, „időszerű jegyeinek kiválogatására” (uő: i. m. 270) és az azokkal való polemizálásra. Ennek a polémiának a tétje tulajdonképpen annak a „folytonos politikai kompromisszumnak” az elutasítása volt, amelynek „lehetőségét [a transzilvanizmus] eleve magában hordja” (uo.). Tulajdonképpen ebből az „eszmecseréből” nőtt ki az Európai Idő hasábjain (1990–91-ben) az a vita, amelyben egyes, a transzilvanizmus mibenlétéről olykor még alapfogalmakkal sem rendelkező hozzászólók végeredményben inkább saját magatartásaik mentségére törtek pálcát fölötte, mások viszont (Fábián Ernő, Kántor Lajos, Láng Gusztáv) a kisebbségi magyarok identitásának és kultúrájának védelmében betöltött szerepét emelték ki.
Némi pozitív hozadékkal járó, de már a politikai transzilvanizmus problémakörébe tartozó vita bontakozott ki a volt kommunista országok európai uniós csatlakozásának közeledtével az 1990-es évek közepén, amikor Molnár Gusztáv egy vitaindító cikkben felvetette azt az elméleti lehetőséget, hogy Erdély, mint adott esetben önállósuló geopolitikai egység, különleges szerephez juthat Románia csatlakozásában. A román hozzászólók azonban még egy ilyen „autonóm” szerep lehetőségét is elutasították. (A vita összefoglalása: Hadházy Zsuzsa: Kérdések és válaszok. In: Romániai magyar évkönyv, 2000.)
Ma a két ország EU-csatlakozása után a romániai magyarok (azaz inkább a Székelyföld) számára a radikális magyar politikai erők által szorgalmazott területi vagy a mérsékeltek által is vállalt közösségi autonómia a cél – mindkettő az idők folyamán erőteljesen és szilárdan kiépült román állami központosító politikával áll szemben.
Az „irodalmi” transzilvanizmus pedig végre alapos dokumentációra épülő kutatások tárgyává válhat, és ezek során, sokféle megközelítésben, megszabadulhat azoktól a káros „aktualizálásoktól”, amelyek valós arculatát évtizedeken át elfedték vagy eltorzították.